# گروه استوکسی

گروه عاملی استوکسی که در شکل به رنگ آبی نشان داده شده

گروه استوکسی(به انگلیسی: Acetoxy group) دسته ای از ترکیبات آلی هستند که دارای گروه عاملی CH3-C(=O)- می باشند.این گروه عاملی از یک گروه استیل و یک اکسیژن اضافی تشکیل شده است.عبارت استوکسی، کوتاه شده استیل اوکسی (acetyl-oxy) است.